# Mini Shark
MINI SHARK (також MINI SHARK UAV укр. «МІНІ ШАРК») — розвідувальний безпілотний комплекс, створений компанією Ukrspecsystems для спостереження та коригування вогню. Найменший і найлегший з представлених літальних апаратів компанії. Дрон оснащений такими ж передовими технологіями, як і будь-який інший, він дозволяє виконувати більшість завдань, що вимагає сучасне середовище. БпЛА вже активно використовується Збройними Силами України.

## Опис
MINI SHARK — це зменшена модифікація однойменного БпЛА SHARK, який вже більш як пів року виконує бойові завдання в різних підрозділах Збройних Сил України. Головне призначення дрона — це аеророзвідка, виявлення наземних цілей, їх фіксація та передача даних.
Основною перевагою продукту — є його легкість. MINI може запускатись з руки та має функцію автономної посадки фюзеляжем.
Комплекс вміщується у 2 рюкзаки, що дуже спрощує його транспортування, а на розгортання потрібно всього 5 хв.
До складу БпАС «Mini Shark» (залежно від комплектації) входить:
- 2 БпЛА ;
- 1 наземна станція;
- Додаткові інструменти та приладдя.

## Історія створення
БпЛА МІНІ ШАРК був створений на початку 2023 року на численні запити військових. Саме вони допомогли в розробці та випробуванні дрона в умовах реальної війни.

## Основні технічні характеристики
| Характеристика          | Показник             |
| ----------------------- | -------------------- |
| Злітна маса             | 5 кг                 |
| Розмах крила            | 2,6 м                |
| Довжина                 | 1,25 м               |
| Висота                  | 0,26 м               |
| Тривалість польоту      | 2 год                |
| Радіус дії радіозв'язку | до 35 км             |
| Дальність маршруту      | 110 км               |
| Практична стеля польоту | 3000 м               |
| Швидкість звалювання    | 42 км/год            |
| Крейсерська швидкість   | 55 км/год            |
| Максимальна швидкість   | 120 км/год           |
| Температурний режим     | від -15 °C до +45 °C |

## Камерна система
Збірка передбачає оснащення літака малою камерною системою USG-261, яка може використовуватись для малих БпЛА будь-яких конфігурацій.
| Характеристика                    | USG-261 EO                                                      | USG-261T IR                                                            |
| --------------------------------- | --------------------------------------------------------------- | ---------------------------------------------------------------------- |
| Призначення                       | Камера денного бачення HD з 10х оптичним збільшенням, 1920х1080 | Камера нічного бачення Неохолоджувальний тепловізійний модуль, 640×512 |
| Цифрове наближення                | 10x оптичне та 3x цифрове                                       | 4x цифрове                                                             |
| Цифрова стабілізація              | так                                                             | так                                                                    |
| Антитуман                         | так                                                             | ні, 360° обертання                                                     |
| Запис відео і зберігання на борту | так                                                             | так                                                                    |
| Розмір, мм                        | 89x90x118                                                       |                                                                        |
| Вага, г                           | 400                                                             |                                                                        |

## Програмне забезпечення для керування БпЛА
Центр управління БпЛА MINI SHARK — це операторське програмне забезпечення, призначене для керування автоматичним польотом БпЛА MINI SHARK.
Це програмне забезпечення створене для забезпечення бездоганного та інтуїтивно зрозумілого інтерфейсу для пілотів усіх рівнів кваліфікації та містить автоматизовані функції для оптимізації операцій, підвищення ефективності та зниження ризику помилок, які можуть виникнути через людський фактор.
Мобільна станція управління:
- Ноутбук керування БпЛА
- Наземне обладнання зв'язку
- Портативна акумуляторна станція
- Щогла

## Застосування
1 лютого 2024 року фонд Повернись живим повідомив, що в рамках проекту "10 Пульстронів для ДШВ" планують закупити 40 розвідувальними БпЛА MINI SHARK із денною і тепловізійною камерами;
3 вересня 2024 року 126 окрема бригада територіальної оборони отримала безпілотний авіаційний розвідувальний комплекс Mini Shark та 200 ударних дронів Darts.